# Frigyes alsó-lotaringiai herceg
Luxemburgi Frigyes (1003 körül – 1065. május 18.) középkori német nemesúr, a Német-római Birodalomhoz tartozó Lotaringiai Hercegség ura, Antwerpen őrgrófja, Malmedy és Stablo grófja. Apja Frigyes, Moselgau grófja, nagyapja Siegfried luxemburgi gróf volt.
1044-ben, amikor Gozelon lotaringiai herceg meghalt, idősebbik fia, III. Gottfried csak Felső-Lotaringiát örökölte. III. Henrik német-római császár Alsó-Lotaringiát előbb Gozelon fiatalabbik fiának, II. Gozelonnak adományozta, majd annak 1046-os halálakor Frigyest nevezte ki alsó-lotaringiai hercegnek. Gottfried fellázadt Henrik döntése ellen és feldúlta Verdun városát, illetve az alsó-lotaringiai területeket, mire III. Henrik megfosztotta a felső-lotaringiai hercegi címtől is és Frigyes távoli rokonát, Adalbertet nevezte ki 1047-ben Felső-Lotaringia hercegének. Miután 1049-ben a császári sereg legyőzte V. Balduin flamand grófot és visszafoglalta Antwerpen városát, Frigyes megkapta az antwerpeni őrgróf címet is.
Frigyes testvére, III. Adalberon metzi püspök segítségével megszilárdította hatalmát, és felvette a harcot a lázadó Gottfrieddel. Bár a német-római császárhoz hű maradt, de a csatatéren nem volt szerencséje és III. Henrik kisebb-nagyobb területeket adományozott a hercegségből nála sikeresebb harcosoknak. 1065-ben a II. Anno kölni érsekkel vívott csatában esett el, utódául IV. Henrik éppen a korábbi lázadót, Gottfriedet nevezte ki.
Első felesége Gerberga (? – 1049 körül) I. Euszták boulogne-i herceg lánya volt, lányuk, Jutta Walerán arloni gróf felesége lett. Második felesége 1055-től Ida (? – 1102) II. Bernát szász herceg lánya, aki Frigyes halála után III. Albert namuri grófhoz ment feleségül.